# Lijst van Duitse namen van plaatsen in de oblast Kaliningrad
Dit is een lijst van Duitse namen van plaatsen die tegenwoordig in de oblast Kaliningrad liggen. Deze plaatsen maakten tot 1945 deel uit van het Duitse Oost-Pruisen en waren geheel of grotendeels Duitstalig.
De Duitse benamingen werden (en worden deels nog) ook in het Nederlands gebruikt. Met name in geschiedkundige context zijn ze nog gangbaar.

## A
- Angerapp (rivier): Анграпа Angrapa
- Angerapp (plaats): Озёрск Ozjorsk

## B
- Brandenburg: Ужаково Oezjakovo

## C
- Cranz: Зеленоградск Zelenogradsk

## D
- Darkehmen: Озёрск Ozjorsk

## E
- Eydtkuhnen: Чернышевское Tsjernysjevskoje

## F
- Fischhausen: Приморск Primorsk
- Friedland: Правдинск Pravdinsk

## G
- Gerdauen: Железнодорожный Zjeleznodorozjny
- Gertlauken: Новая Деревня Novaja Derevnja (vertaald = nieuw dorp)
- Gilge: Матросово Matrosovo
- Groß Skaisgirren: Большаково Bolsjakovo
- Gumbinnen: Гусев Goesev

## H
- Haselberg: Краснознаменск Krasnoznamensk
- Heiligenbeil: Мамоново Mamonovo
- Heinrichswalde: Славск Slavsk

## I
- Insterburg: Черняховск Tsjernjachovsk

## K
- Karpowen: Некрасово Nekrassovo
- Kobbelbude: Светлое Svetloje
- Königsberg: Калининград (Kaliningrad)
- Kreuzingen: Большаково Bolysjakovo

## L
- Labiau: Полесск Polessk

## N
- Nemmersdorf: Маяковское Majakovskoje
- Neuhausen: Гурьевск Goerjevsk
- Neukuhren: Пионерский Pionerski
- Nordenburg: Крылово Krylovo

## P
- Palmnicken: Янтарный Jantarny
- Pillau: Балтийск Baltiejsk
- Pillkallen: Доброволск Dobrovolsk
- Pillkoppen: Морское Morskoje
- Pregel: Преголя (Pregolja)
- Powunden: Храброво Chrabrovo
- Preußisch Eylau: Багратионовск Bagrationovsk

## R
- Ragnit: Немань Neman
- Rauschen: Светлогорск Svetlogorsk
- Rominte (rivier): Красная Krasnaja
- Rominten (plaats): Краснолесье Krasnolesje
- Rositten: Рыбачи Rybatsji

## S
- Sarkau: Лесной Lesnoj
- Stallupönen: Нестеров Nesterov

## T
- Tapiau: Гвардейск Gvardejsk
- Tharau: Владимирово Vladimirovo
- Tilsit: Советск Sovjetsk
- Trakehnen: Ясная Поляна Jasnaja Poljana
- Triaken (Kirchspiel Jodlauken): Знаменское Znamenskoje

## W
- Wehlau: Знаменск Znamensk
- Wittenberg (bij Tharau): Нивенское Nivenskoje

## Z
- Zimmerbude: Светлый Svetly